# The Theory of Flight
The Theory of Flight és una pel·lícula de comèdia dramàtica britànica del 1998 dirigida per Paul Greengrass a partir d'un guió escrit per Richard Hawkins. És protagonitzada per Helena Bonham Carter i Kenneth Branagh.
Es va estrenar al 23è Toronto International Film Festival l'11 de setembre de 1998. Bonham Carter interpreta una dona amb esclerosi lateral amiotròfica, i la pel·lícula tracta sobre la  sexualitat de les persones amb discapacitat.

## Trama
Richard, un artista sense èxit que construeix màquines voladores primitives, intenta volar des del terrat d'un edifici d'oficines de Londres amb ales casolanes, però no ho aconsegueix, aterra accidentalment i és salvat per un equip de rescat. Com a resultat de les seves accions, Richard és condemnat a treballs comunitaris, en forma de tenir cura de la Jane, una dona de mal humor que té esclerosi lateral amiotròfica i ha fet fugit els seus anteriors cuidadors.
Amb el temps, en Richard i la Jane es fan amics, i finalment Jane li demana que l'ajudi a trobar algú amb qui perdre la virginitat, explicant-li que no vol morir verge. De mala gana, Richard l'ajuda a buscar una parella adequada, mentre passa el seu temps lliure construint una altra màquina voladora experimental. Finalment, els dos es conformen amb un car gigoló masculí per la Jane, que accepta dormir amb ella per dues mil lliures. Com que cap dels dos té aquesta quantitat de diners, conclouen que Richard ha de robar un banc per assegurar-se els diners necessaris.
Richard reserva una suite d'hotel per a la Jane i paga cinc-centes lliures al gigoló, prometent la resta més tard. Quan en Richard marxa a la feina al banc, el gigoló posa una Jane molt nerviosa al llit, però ella comença a entrar en pànic i decideix que ja no vol continuar amb això. Mentrestant, Richard també canvia d'opinió, treu l'arma al banc però després fuig immediatament, cridant el nom de Jane. Torna a l'habitació i expulsa el gigoló infeliç.
Richard i Jane es veuen fent un vol amb èxit a la màquina voladora d'en Richard, tot i que es trenca en aterrar. Aleshores es veu la parella al llit, la qual cosa implica que han dormit junts. Jane mor poc després, i la pel·lícula acaba amb Richard col·locant un cartell commemoratiu en honor a la memòria de Jane sobre les restes de la seva màquina voladora.

## Repartiment
- Helena Bonham Carter com a Jane Hatchard
- Kenneth Branagh com a Richard
- Gemma Jones com a Anne
- Holly Aird com a Julie
- Ray Stevenson com a Gigoló

## Recepció
A Rotten Tomatoes, la pel·lícula té una puntuació d'aprovació del 50% basada en les ressenyes de 22 crítics. A Metacritic té una puntuació del 48% basada en crítiques de 15 crítics, que indiquen "crítiques mixtes o mitjanes".
Va ser l'última pel·lícula revisada en directe pel crític de cinema Gene Siskel a Siskel and Ebert at the Movies abans de la seva mort el 20 de febrer de 1999. Siskel va aprovar la pel·lícula, mentre que el seu soci crític Roger Ebert va donar un polze avall a la pel·lícula. En la seva ressenya a Chicago Sun-Times, Ebert va donar a la pel·lícula 2,5 sobre 4 i va escriure "The Theory of Flight és realment bastant agradable. [Però] quan veus Dance Me to My Song, et sorprendrà la diferència. Dues pel·lícules. La mateixa història. El mateix objectiu. Personatges semblants. Situació semblant. Un és un entreteniment. L'altre és un llamp."